# Лавро Костянтин Тихонович
Костянтин Тихонович Лавро, Кость Лавро́ (11 березня 1961, м. Новоукраїнка Кіровоградської області) — український книжковий графік, заслужений художник України (2017), відомий оформленням книг видавництва А-ба-ба-га-ла-ма-га.
Закінчив Республіканську Художню Середню Школу (1979), та факультет художнього оформлення книги Української академії друкарства (1988).
Член Спілки художників України. Лауреат Національної Премії України ім. Тараса Шевченка (2010).
У своїх роботах поєднав засадничі постулати українського авангарду 1920-х років з найтиповішими рисами українського народного малярства. Роботи Костя Лавра неодноразово входили до каталогів виставок дитячої книги у Болоньї, Братиславі тощо.
Окрім «А-ба-ба-га-ла-ма-ги» співпрацює з українським видавництвом «Розумна дитина» і популярним французьким дитячим журналом «Pomme d'Api».
Ілюстрації до книжки «Ніч перед Різдвом» здобули кілька найвищих книжкових нагород, серед яких — титул «Найкраща дитяча книга 2007 року» на Всеукраїнському конкурсі «Книга року» та диплом І ступеня за перемогу у конкурсі «Искусство книги» (Росія, 2007).

## Роботи
«А-ба-ба-га-ла-ма-га»
- «Дитяча Євангелія, 1993», 1993
- «Улюблені вірші-2», 2005

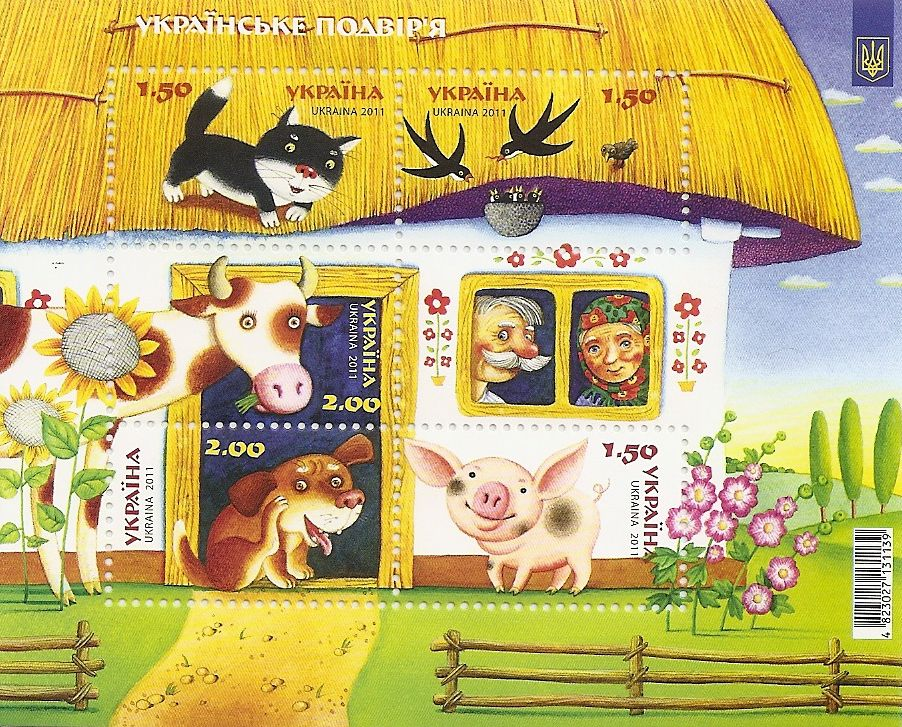
Поштові марки з ілюстраціями Костя Лавра

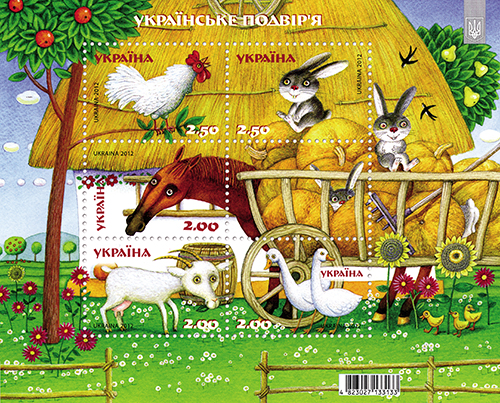

- «Улюблені вірші», 1994, 2004, 2006, 2008 (Худ. К. Лавро, В. Ковальчук, К. Штанко та ін.)
- «Пан Коцький», 1997, 2005
- «Абетка», 1999 1-ша премія на «Книзі року—1999»
- «Котик та півник» у серії «Міні-диво», 2001
- «Росла собі ялиночка», 2002
- М. Вінграновський «Козак Петро Мамарига», 2002
- у серії «Міні-диво» 2002 року: «Хатка, яку збудував собі Джек», «Їде мишка», «Падав сніг на поріг», «Різдвяна рукавичка», «Улюблені вірші»
- І. Малкович «Різдвяна рукавичка», 2004
- «100 казок. 1-й том», 2005—2006, (Худ. К. Лавро, В. Єрко та ін.), 1-ша премія на «Книзі року-2005»
- М. Гоголь «Ніч перед Різдвом», 2005, 2007, (1-ша премія на «Книзі року-2006», 1-ша премія Міжнародного Московського книжкового ярмарку-2007)
- П. Глазовий «Гуморески», 2007
- Казка про котика та півника, 2008
- «100 казок. 2-й том», 2006—2008, (Худ. К. Штанко, В. Єрко, К. Лавро, В. Пальчун та ін.)
- «Співомовки козака Вінка Руданського», 2009
- «Дитяча Євангелія», (нова, доповнена ілюстраціями), 2009
- «Повісті Гоголя. Найкращі українські переклади у 2-х томах.», 2009

Розумна дитина
- «Ой, розходися, розвеселися!» (книжка-піаніно)
- «Читаємо по складах» (в 12 книжках)
- Я. Гашек «Пригоди бравого вояка Швейка»
- «Колискові» (книжка-пампушка)
- Фотоальбом «Наше маля» (Худ. Кость Лавро, О.Вікен, О.Продан, Н.Мордас, С.Усс)
- «Іменини», «Про маму» (серія «Ку-ку!»)
- К. Малицька «Чистенький і Юрзи-Мурзи»

Деякі з іноземних видань
- «The Cat and the Rooster», Alfred A.Knopf (США), 1995
- «Le Carnaval», Calligram (Швейцарія), 1998
- «Le Noel du Grand Loup», Bayard Poche (Франція), 1999

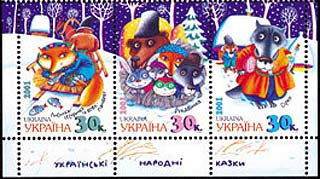
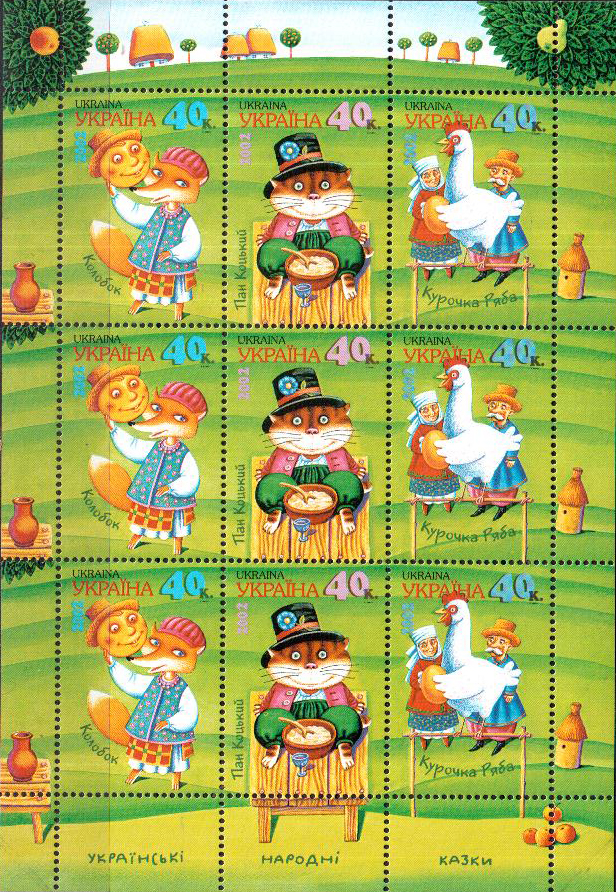
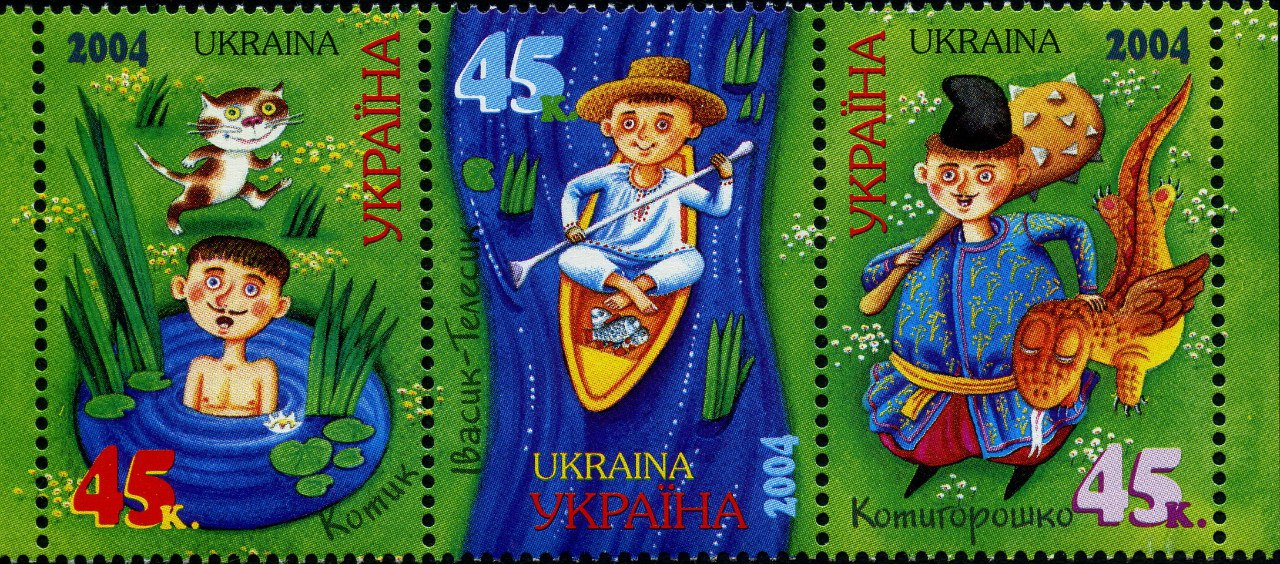